# ティーンエイジ・ミュータント・ニンジャ・タートルズ (2003年のアニメ)
『ティーンエイジ・ミュータント・ニンジャ・タートルズ』（英語: Teenage Mutant Ninja Turtles）は、2003年2月8日から2010年3月7日までアメリカ合衆国で放送されたテレビアニメである。本作は米国フォックス放送内の 4Kids TV （旧：Fox Box）にて放送され、シーズン7からCWテレビジョンネットワークで放送された。

## 概要

### 全体
漫画『ティーンエイジ・ミュータント・ニンジャ・タートルズ』の二度目のアニメ化作品となる本作の制作には、漫画の原作者であるミラージュ・スタジオが関わっているため、デザインや設定は比較的原作に忠実であり、1987年版シリーズよりも暗めの作風となっている。その一方で、武器や鉢巻を装備しなくても見分けがつくよう、タートルズの各メンバーのデザインや体色には差異を持たせている。
実質的な制作は韓国の同友アニメーションが担当している。オープニングテーマは、シーズン1 - 3、シーズン4前半、シーズン4後半 - 5とで若干歌詞が変わっている。
日本では、2007年4月2日から2008年3月31日までテレビ東京およびその系列局で放送。『アニメ530』枠の後半にあたる月曜 18:00 - 18:30 （日本標準時）に放送されていた。
日本語版では、前作同様独自演出によるギャグやアドリブが多い。またネット局によっては、作品本編の終了後にレオナルドが「ガレッジセールのお2人、この後はよろしく！」と言った後、直後の時間帯に放送されていた『ガレッジ×ビレッジ』の司会・ゴリ（ガレッジセール）が「はいはーい、任せとけ！」と受け答えるクロストーク風の演出（クロスプログラム）があった。テレビ東京版ではポケモンショックの問題で、残像処理などのさまざまな修正が施された。
日本語版を収録したDVDは2010年に発売される予定であったが急遽中止となり、その後も発売が実現していない。

### シーズン4
シーズン4では、フット団の首領の座に就いたカライとタートルズとの戦いを描いている。
第97話（通算）"Insane in the Membrane"は、ストックマンが自身の頭脳を新たな身体へ移したことによって錯乱する様子を描いており、アメリカ合衆国では内容が問題視されたことによって放送が見送られ、2015年8月2日にニックトゥーンズで行われたタートルズ一挙放送の中で初めて放送された。
なおこの回は、イギリスにおいては2006年10月14日に放送された。

### シーズン5 (Ninja Tribunal)
"Ninja Tribunal"という副題がつけられたこのシーズンは、オロク・サキこと天狗シュレッダーとタートルズの対決を描いたものであり、当初シーズン5として放送される予定であった。だが、視聴率を回復させたい製作会社の意向により、"FAST FORWARD"が代わりに放送され、"Ninja Tribunal"はDVDのみの発売となった。
2006年8月、製作会社の一つである4キッズエンタテインメントは、"Ninja Tribunal"をコムキャストのComcast-On-Demandで配信する契約を結んだ。配信時、"FAST FORWARD"が第6シーズンとして扱われたことにより、多くの視聴者が混乱する事態を招いた。その後、"Ninja Tribunal"の5話分が配信された後、Comcast-On-Demandでの配信は取りやめられた。
"Ninja Tribunal"は、2007年初頭にDVD化される予定であったが中止となった。その後、4キッズは2008年2月16日に"Ninja Tribunal"を未公開エピソードとして宣伝し、最終的にDVDを2008年5月20日に発売した。

### シーズン6 (FAST FORWARD)
"FAST FORWARD"と名付けられたこのシーズンは2006年から放送された。99年後の世界にタイムスリップしたタートルズとスプリンターが、エイプリルとケイシー・ジョーンズの曾孫とともに戦うという内容である。
ミラージュ・スタジオと4キッズの方針変更により、シーズン1から5よりもカートゥーン調の強い絵柄になり、色彩も明るく華やかになっている。また、これまでのシリーズでは無かったタートルズ4人の体格差が表現されている。

### シーズン7 (BACK TO THE SEWER)
2008年秋からアメリカ本国で放送されたシーズン7は、電脳空間で生み出されたサイバーシュレッダーとタートルズの戦いを描いている。
内容はそれまでのシーズンからの続きとはなっているものの、タイトルロゴはそれまでのものとは別にデザインされている。また、キャラクターデザインははFFよりもさらにカートゥーン色を強め、タートルズは全員鉢巻をした状態でも黒目が見えるようになっており、瞳の色はそれぞれの体色に準拠しているほか、FFで表現されていた体格差がより顕著になっている。

#### ミニシリーズ "Mayhem from Mutant Island"
"Mayhem from Mutant Island"は、2009年3月7日から The CW4Kidsにて放送された全13話のミニシリーズであり、1話につき1話につき90秒から2分である。
シーズン7の再放送では、このミニシリーズをひとまとめにした内容が"Mayhem from Mutant Island"という題名で、最終回として放送された。

### 未放送エピソード
2007年秋の放送に向けて制作されていた10話分は、製作途中で中止命令が出されたため、放送されることはなかった。このうち、"Master Fighter 2105" は、2009年5月11日に4キッズのウェブサイトにてアニマティックやストーリーボードなどが公開された。
またこれとは別に、第110話（通算）に相当する"Nightmares Recycled"はハンとゴミクズマンが非合法手術によって分離された結合双生児であることが明かされる内容であることから、4キッズエンタテインメントが「子供向けアニメにしては暴力的であり、物議をかもしかねない」と判断し、初期段階で製作中止命令を出した。

## 登場人物

### タートルズのメンバー
レオナルド（Leonardo）
タートルズのリーダー格。一人称は「俺」。1987年版以上に良識があり真面目な性格だが、それゆえに仲間と対立してしまったり、悩みを独りで抱え込むといった面が見られる。
『Turtles Forever』では、1987年版タートルズを含める全員のリーダーとしてメンバーをまとめた。1987年版のタートルズには、ユートロムシュレッダーが彼らの世界のシュレッダーとは異なる、いかに危険な存在かを説いた上で共闘を決めた。
ラファエロ（Raphael）
一人称は「俺」。1987年版と比べると非常にワイルドであり、口が悪く短気な性格をしている。その一方で、仲間内に限らず他者への思いやりはとても深く面倒見が良い。正義感が強く我の強い性格から、リーダーに当たるレオナルドとは対立することがあるが、互いに信頼し合う相手でもある。また、口には出さないがスプリンターを父として深く尊敬している。
ゴキブリが苦手。ボケ役のミケランジェロによくツッコミを入れるが、次回予告ではミケランジェロ以上に大ボケをかますことが多い。
劇場版『TMNT』ではもう一人の主人公として、兄であるレオナルドとの絆や、自身がどうあるべきかに苦悩する姿など、彼の成長が綿密に描かれている。
『Turtles Forever』では1987年版タートルズの能天気さにイラつきつつも面倒を見たり、父であるスプリンターを心配する姿を見せた。
ドナテロ（Donatello）
一人称は「僕」。タートルズのブレインおよびメカニック担当。1987年版と変わらず、あらゆる武器、乗り物などの開発を手がけている。頭脳面で長ける分、一応メンバーの中ではもっとも非力とのことだが、それが元で足手まといになったことは少ない。
シーズン3でアルティメット・ドレイコにただ一人劣悪な環境のパラレルワールドに飛ばされてしまったり、シーズン4での怪物に変身してしまう災難など、不幸な役回りが多い。
日本語吹き替え版では担当声優であるうえだゆうじのアドリブがエスカレートし、次回予告でなんの脈絡も無く蝶々を執拗に追い続ける。
なおアーチーコミックス版の未来では、"TURTLECO" という会社を設立して自分の発明品を売っている。
『Turtles Forever』では1987年版ドナテロとともにメカを作るなどして活躍しており、1987年版の面々からは「魔法使い」と呼ばれている。
ミケランジェロ（Michelangelo）
一人称は「オイラ」。1987年版と変わらず、非常に明るく子供っぽい性格をしており、すぐに調子に乗っては失敗をすることが多い。漫画やゲームが好きで、ヒーローに憧れており、自らを正義の味方「タートルタイタン」と名乗り、自前のコスチュームを作ることもあった。本編ではボケ役にまわることが多く、コミカルなエピソードが多いシーズン6では主役を務めることが多かった。
『Turtles Forever』では最初は1987年版タートルズを本物のヒーローと思い気に入るが、なぜかいつも悪ふざけの相手にされ、挙句の果てに「頼むから真面目にやってくれよ」と呆れかえった。

### タートルズの仲間
スプリンター（Splinter）
ハモト・ヨシに飼われていた老齢のネズミがミュータンジェンにより変異した存在。
1987年版より一層、タートルズの「師匠」である以上に「父親」であるという面が際立っており、親子愛が描かれた描写も多い。
ネズミ時代から、飼い主のヨシの拳法を見よう見まねでこなしてしまうなど、その実力は老いてなお衰えるところを知らない。タートルズの4人には我が子同然の感情を抱いており、忍術の修行だけでなく、父親としての教育も決して疎かにはしない。
吹き替え版の一人称は「わし」で、語尾に「〜でチュ」を付けることがある。また、吹き替え版では担当声優のアドリブによりコミカルなキャラクター付けになっている。
趣味は昼ドラ鑑賞で、劇場版「TMNT」でもドラマを見るシーンがある。また、甘党でチーズケーキが好物であるほか、1987年版と異なり普通にピザを食べられる。
『Turtles Forever』では新タートルズとともに行動し戦ってくれる新タートルズの師匠であり父でもある。レオナルドが「父上、ご無事ですか」と言った際、旧版のほうは「父上?」と驚く場面がある（原語版の新タートルズはスプリンターを「父上」と呼ぶが、日本語版では今までの吹き替え版同様「先生」と呼ぶ）。
ケイシー・ジョーンズ（Casey Jones）
ニューヨークに住む青年。過去に父親がパープル・ドラゴンによって金を散々取り立てられた挙句に殺されており、パープル・ドラゴンに強い憎悪を抱いている。
タートルズの隠れ家を訪問した際、癇癪を起こしてDVDプレイヤーを壊すほど短気な性格をしている。また、同じく短気な性格のラファエロとはなぜか親しい。アイスホッケーとアップルパイが大好き。
掛け声は「グーンガラ」（吹き替え版では「ヒャッホウ」）。
エイプリルとは互いに少なからず意識しあう関係が続き、最終的には絆も深まり結婚に至った。
『Turtles Forever』では中盤から登場し、新旧タートルズとともに戦う。
エイプリル・オニール（April O'Neil）
タートルズの協力者である女性。元々はバクスター・ストックマンの助手だったが、マウサーロボ開発に反対して彼に始末されそうになったところをタートルズに救われ、良き友人となった経緯を持つ。科学者を辞めてからは骨董品店を経営する傍ら、科学者としての経験を生かしてタートルズを支援した。また武術を習っているためか、戦闘に参加することもある。
様々なトラブルに巻き込まれても、冷静に対処し順応する。タートルズの緊急時には甲斐甲斐しく面倒を見てあげたりと、「ティーンエイジ」である彼らのお姉さん的な振る舞いもよく見受けられる。
シリーズの最終回では、兼ねてからの付き合いもあって、ケイシーとめでたく結婚した。
『Turtles Forever』では中盤から登場し、新旧タートルズとともに戦う。
レザーヘッド
捨てられたペットのアリゲーターがユートロム星人に拾われ、ミュータンジェンによって変異したもの。高い知能を持ち、冷静な性格をしている一方で獰猛なアリゲーターの性質も持ち合わせており、そういった一面が突然発露してしまうことがある。
シーズン2で初登場した際には、離れ離れになった親代わりのユートロムとの再会を図って独自に研究を進めていたが、事故によって行方不明となった。その後、シーズン3でビショップの実験体として捕らえられていたところをタートルズに救出され、タートルズの我が家の近所に居を構えて研究生活を続けた。シーズン4でのドナテロの怪物化の一件では、彼の頭脳が大きな助けとなった。
エンジェル（Angel）
ケイシーの近所に住む少女。当初はパープル・ドラゴンに入団しようとしていたが、パープル・ドラゴンに捕らえられたケイシーを救うため、ラファエロに助けを求める。
その後もシーズン3のクリスマスパーティーやエイプリルとケイシーの結婚式といったイベントを初め、要所要所で登場している。
シルバー・センチュリー（Silver Sentry）
スーパーマンのような能力を持つスーパーヒーロー。ミケランジェロと共闘した。
キュアリー（Quarry）
ごく平凡な少女シドニーが、生体兵器実験のためにフット団の科学者たちに拉致され、昆虫を思わせる青い怪物にされた姿。フット団の追跡から逃れるため、同じ境遇のレイザーフィストやストーンバイターらと共に地下に暮らしている。
武器は鋭い爪と口から出す酸性の液体、そして復元可能な肉体。一旦は人間に戻るも、特殊な力を持つクリスタルから離れるとそれを維持できなくなるようになることが判明、クリスタルのある洞窟で完全に元に戻れるよう研究を続けた。 最後には謎の夢で手がかりを得たドナテロの協力で、仲間共々人間の姿で地上に戻ることができた。
トラクシマス（Traximus）
元トリケラトン兵士。本部に歯向かったために奴隷剣闘士として戦い続ける生活を強いられることになるが、タートルズとの出会いをきっかけに解放された。
バトルネクサストーナメントにも出場しており、ラファエロと協力して、敵にハメられ投獄されたスプリンターを助けてくれた。
シーズン3でも、フュージトイド争奪の一件で活躍した。
モーツ（Mortu）
ユートロム星人の高官。普段は地球人の大学教授として生活しているが、TCRIビルにも勤務しており、最後はフュージトイドと共に瞬間移動装置で別の惑星にワープした。
ガーディアン（Guardians）
ユートロム星人の従者で、忍術の達人。
ゾグ（Zog）
トリケラトンの兵士。トリケラトン族は主に窒素と硫黄で呼吸をしているため、地球の酸素を吸って中毒を起こしてしまう。中毒の影響で頭が混乱し、タートルズの面々をトリケラトン族の上官と勘違いした。しばらく仲間として活動した後、タートルズを守るため、自分を犠牲にしての悲劇の最期を遂げた。
タートルズにとっても彼の自己犠牲への感謝や思い入れは相当強かったのか、劇中でトリケラトプス（トリケラトン族のモデル）が登場するたびに彼のことが話題に出される。
大明神（だいみょうじん）（Ultimate Daimyo）
昔の日本で大名として君臨していた宇宙人で、日本人に忍術を教えた。どういうわけか魔術を扱える。
息子の究極のニンジャと共に宇宙にタイムスリップしてきて、闘技大会「バトル・ネクサス」を主催する。息子に自分の地位を狙われ、バトルネクサストーナメントの最中に暗殺を企てられてしまうが、事なきを得た。
シーズン3ではタートルズやスプリンターの活躍もあり、息子との絆を取り戻すことができた。
クランク（Klunk）
シーズン3から登場。金目の仔猫。クリスマスの寒空の下、独りでいるところをミケランジェロに拾われた。その後はそのまま我が家へと連れて行かれ、家族として暮らすようになる。
レネト（Renet）
サイマルテニオスの弟子で、明るく大雑把な性格をしている。
シーズン3では時間笏タイム・セプターを盗んだ後、タートルズと一緒に中世へ向かった。 シーズン4では白亜紀末マストリヒシアンへ試験を受けに行き、サバンティの妨害もあったがタートルズの協力もあり、無事現代へ帰還した。
サイマルテニオス（Lord Simultaneous）
レネトの師匠。非常に強力な能力を持っていながらも、彼自身のノリはかなり軽い。
ノーバディー（Nobody）
昼は刑事、夜は自警団員の2つの顔を持つ黒ずくめの男。
The Super Turtles
シーズン3#71"Reality Check"にて、アルティメット・ドレイコによって別次元へ飛ばされたミケランジェロが出会ったスーパーヒーロー集団で、異次元のタートルズにあたる。
グラビ・タートル（Gravi-Turtle）
異次元のレオナルドに相当。 手にした鞭を使って重力を操る戦術をとり、それを応用した空中飛行も可能。
グリデックス（Griddex）
異次元のラファエロに相当。身体サイズを自由に変化させられる力を持ち、巨大化した時は怪力を誇る。
シェレクトロ（Shellectro）
異次元のドナテロに相当。手足から電気を発する力を持ち、それを応用した空中飛行も可能。自分の電撃を誤って浴び、頭がおかしくなったこともある。
ブロボイド（Blobboid）
異次元のミケランジェロに相当。液体のような滑らかな体を自在に操り、様々な形へ変化できる他、他者になりきることもできる。
Ancient One（Ancient One）
シーズン4から登場した、ハマト・ヨシの師匠。
飄々とした態度をとるが、その実力は確かなもの。自分を見失ったレオナルドの怒りを収めるため、訓練を施した。
ニンジャ・トリビューナル（Ninja Tribunal）
タートルズとともに天狗シュレッダーとの戦いに臨んだ忍者集団で、大和時代から生きてきた。もともとは龍に変ずる力を持ったの五竜士と呼ばれる戦闘集団だったが、仲間の一人である天狗シュレッダーが魔物との取引をしたことにより脱退したため、残りの4人で長い間忍術と魔術の腕を磨いてきた。
天狗シュレッダーを倒せないことを悟り、天狗シュレッダーから籠手と兜を奪い去り、石棺の中に収めた。
シーズン6ではコーディーに教えを説いたほか、シリーズの最終回でも侍者たちとともにケイシーとエイプリルの結婚式に参加しており、サイバーシュレッダーを迎撃した。
コン師匠（Kon-Shisho）
魂をきわめた人物。4人の中でもタートルズと侍者たちの前で龍に変じてみせた人物でもある。
ジュト師匠（Juto-Shisho）
武術をきわめた人物で、軍人気質の持ち主でもある。コン師匠に次いでタートルズと侍者たちの前で龍に変じてみせた。
チカラ師匠（Chikara-Shisho）
ニンジャ・トリビューナルの紅一点で、強さを極めた人物。4人の中でも最も厳しいが、ドナテロのことを一番弟子として認めている。
ヒソミ師匠（Hisomi-Shisho）
隠密を極めた人物で、全く喋らない。また、戦闘も得意とする。
ミケランジェロのことを一番弟子として認めており、自身の教えをマスターした様子に驚きを見せた。
以下は、ニンジャ・トリビューナルの侍者たちである。
アダム（Adam McKay）
4人の侍者たちの中で最も大柄な男性で、ハンマーと鎖付き鉄球を武器とする。ドナテロとは気が合い、乗り物のアイデアを出したこともある。熊の分身を出すことができる。
ファラージ（Faraji Ngala）
アフリカ出身の侍者。刀を武器とすることもあり、レオナルドとは気が合う。ライオンの分身を出すことができる。
ジョイ（Joi Reynard）
4人の侍者たちの中では唯一の女性。縄鏢などを武器とする。ラファエロとは気が合う。鷹の分身を出すことができる。
トラ（Tora Yoshida）
日本出身の侍者で、一対の鎌を武器とする。ミケランジェロとは気が合う。狼の分身を出すことができる。
コーディー・ジョーンズ（Cody Jones）
シーズン6で登場する、エイプリルとケイシーの曾孫に当たる14歳の少年。
会社を経営しているが、叔父のダライアスが実質的な経営者となっている。傲慢な伯父によって箱入り息子のような生活を半ば強要されているが、自身はアクティブで肝の据わった性格をしている。
エイプリルらが書き残した日記からタートルズの活躍を知り、過去の様子を窺うことのできる「タイムウインドウ」で憧れのタートルズの様子を覗いていたところ、それによる事故が原因でタイムスリップが発生してしまう。タートルズとの共同生活中は良くも悪くも彼らの影響を受け、様々な事件に巻き込まれる。
サーリン（Serling）
コーディーを幼少時代から世話してきた執事型ロボットで、コーディーにとっては家族同然の存在。
真面目で温厚な性格をしており、コーディーの身辺の配慮はもちろん、家事全般もこなしている。家の中を掃除しても、散らかしたりするタートルズに対しては不快に思っている。コーディーに突っかかったラファエロを片手で軽々と投げ飛ばすなど身体の力は強く、緊急時には戦闘形態に変形してコーディーを守る。
シーズン7ではタートルズの帰還の際、バイロに寄生され巻き込まれる形で現代にタイムスリップした。

### タートルズの敵役
シュレッダー（Shredder）
タートルズの宿敵。
本編中では残虐な人物として描かれた一方、日本語版の次回予告においては他の登場人物同様コミカルなキャラクター付けがなされた。吹き替え版の一人称は「私」。
その正体は本体を腹部に隠したユートロム星人。護送船で運ばれていた最中に事故により地球に不時着した隙に逃走し、人間の姿で何百年という年月を地球で過ごしてきた。タートルズとは幾度と無く厳しい闘いを強いられた末、シーズン3ではユートロムの裁判により、宇宙の彼方の小惑星に幽閉されるという形で一応の決着がついた。その後も、シーズン5やシーズン7では彼本人とは異なる「シュレッダー」が相手となる。
『Turtles Forever』ではテクノドロームの科学力によって完全復活を遂げ、あらゆる並行世界に存在する全タートルズを抹殺することで、原点である原作の世界のタートルズを始末しようと企むも失敗した。
バクスター・ストックマン（Baxter Stockman）
マウサーロボを開発した若い科学者。吹き替え版の一人称は「私」。
マウサーロボを使って悪事を働くも、一度タートルズに敗れる。その後はフット団に協力していたが、タートルズ抹殺失敗の制裁を受け、シュレッダーによって左目を潰されてしまう。その後も再登場を重ねる中で機械化が進み、上頭から下の体を無くし、頭がアタッチメント式になった再生機能付きのパワードスーツや、節足動物を思わせる小型ボディと体を取り換えられるようになった。最終的にはカプセルの中に脳髄が浮かんだ状態で登場した。
シーズン6では同じく志を新たにしたビショップと協力し、自分の能力を良い方向へと使うことを決心した。
カライ（Karai）
シュレッダーの娘（養女）にして、フット団の幹部。
自分を育ててくれたシュレッダーを心から敬愛しており、彼の命令には基本的に忠実である。一方で、父親程の非道な一面は持っておらず、良心の呵責に苦悩することもある。
好敵手であるレオナルドとは、父親に対しての尊敬や愛情に関する考え方の相違をよく揉め合う複雑な関係にある。
『Turtles Forever』では、1987年版のシュレッダーたちの手によって蘇った義父とともにタートルズと戦うが、残忍の過ぎる義父のやり方に不満を持ち、消滅に向かうタートルズを助けたりなどの活躍を見せる。
余談だが劇場版「TMNT」のラストでは「また近いうち手を組む時が来るだろう。その時はお前たちにとって懐かしい者が現れる」と『Turtles Forever』に繋がると取れる発言をする場面が存在する。が、これはDVDの監督による音声解説で監督本人が「物語の余韻を残すためだけの台詞」と発言している。
ハン（Hun）
フット団傘下の「パープル・ドラゴン・ギャング」のリーダー。かつてはチンピラであったが、シュレッダーに腕を見込まれ、現在の地位に就いた。シュレッダーと共にヨシを襲撃した際、普通のネズミであった頃のスプリンターに左頬を傷つけられた過去を持つ。
左腕に龍を模したペイントが、右肩にフット団のマークがそれぞれあしらわれている。シュレッダーには忠実な一方、カライとは衝突することが多い。
『Turtles Forever』では、1987年版ドナテロが持っていた液体が原因でミュータント・タートルになってしまう。
ナノ（Nano）
分裂能力を持つ数百万ものナノボットが秘密研究所から逃げ出し、機械部品などのガラクタを取り込んで仮初の体とした姿。
ニューヨークに逃げてきた後は、ハリーという泥棒とペアを組んでいる。親子のような関係で、ハリーを「パパ」と呼び父親のように愛していた。
自在にガラクタを自身に取り込み姿を変えることができ、ゴミ捨て場で巨大化しタートルズを苦しめたが、ドナテロの機転により溶鉱炉へ突き落とされ、ガラクタごと溶かされて絶命。ハリーも逮捕された。その後新たに、「家族」への憧れ意識を持った生き残りが現れ、ハリーと開発者をさらったが、タートルズの連携により発生した電磁パルスにより完全に機能停止した。その後、一部の生き残りをストックマンに利用されそうになるが失敗して暴走、ジャスティスフォース本部を襲うがタートルズとジャスティスフォースにより阻止される。最終的には和解して改心し、ジャスティスフォースに入団した。
ゴミクズマン（Garbageman）
ゴミだらけの島を支配していた大男で、配下と共に捕らえた人々を奴隷としてこき使っていた。アームの付いた装甲車に乗ってタートルズと対決したが、ドナテロの機転により海底に消えた。その後、川底にゴミの帝国・ジャンクランティスを作り上げ、通りかかった船を襲っていたが、偶然タートルマリンのテストを行っていたドナテロ&ミケランジェロに見つかり、戦いの末に再び海底に消えた。
サバンティ・ロメロ（Savanti Romero）
元は時間王サイマルテニオスの助手。時間管理の座を奪う野望を持ったため、罰としてモンスターに姿を変えられ、中世へ追放された。
そこでも悪事を働いたため、タートルズに敗北した末に今度は白亜紀まで追放される。シーズン4でもタートルズやレネトへの復讐を狙う。
アルティメット忍者（Ultimate Ninja）
大明神の息子で、東洋龍のような怪物を召喚・使役するなどの魔術や剣技の名手。シュレッダーを倒したレオナルドに命を懸けた決闘を申し込むが敗れ、命を助けられる。決闘が終わった後も卑劣な手段で襲いかかるが大明神に咎められる。
その後は「バトル・ネクサス」中にドレイコを傘下に加え、密かにレオナルド暗殺を目論むが、大明神の杖を手にした影響で発生した時空の裂け目に飲み込まれた。
シーズン3では、「アルティメット・ドレイコ」としてドレイコと融合した姿で再登場。大明神の杖と時間王のタイムセプターの力を利用し、タートルズを別次元へと飛ばしてしまう。
レオナルドに対して強い恨みを抱いており、執拗に彼の命を狙う一方、父である大明神へのトドメはどうしてもさせずにいた。戦いの末に、最後にはドレイコと分離し砕け散ってしまうが、時間王の計らいで純粋な子供時代へと生まれ変わらせてもらい、新たな人生を歩むことにした。
ドレイコ（Drako）
「バトル・ネクサス」に出場したドラコニア星出身の闘士。スプリンターに敗れた恨みを晴らすと共にアルティメット忍者と手を組み大明神の暗殺を謀るも、最後は大明神の杖から発生した時空の裂け目に究極のニンジャ共々飲み込まれてしまった。
シーズン3にはアルティメット忍者との融合体である「アルティメット・ドレイコ」として再登場し、タートルズやスプリンターを始末しようとしたが、アルティメット忍者と分離して石化して砕け散った。
エージェント・ビショップ（Agent Bishop）
シーズン3から登場。遺伝子工学をマスターし自身のクローンを製造することで数世紀もの間生きながらえ、人類の繁栄のために宇宙人とミュータントの抹殺を図ってきた。新たにタートルズをターゲットとして、隙を伺っている。シーズン6では宇宙人に助けてもらった経験から自分の偏った考え方を改め、共存生活の道に尽力することした。
ラットキング（Rat King）
エージェント・ビショップの脱出クローン。
天狗シュレッダー（Tengu Shredder）
シーズン5で登場した第二のシュレッダーで、正体は大和時代の五竜士の一人であるオロク・サキ。魔界に落ちた後、使用していた名刀・テングソードを巡って千七百数年後のニューヨークで復活を果たした。モチーフは崇徳天皇と思われる。
フット・ミスティックス（Foot Mystics）
シーズン1のフット団のアジトにて初登場した5人の戦士で、それぞれ火・水・風・土・金属の力（五行説）を持っている。シーズン1は傘をかぶり、武器を持った姿で現れてタートルズを苦戦させるが、スプリンターの知恵によって敗れた。
シーズン4とシーズン5にて再登場。本来の主人は天狗シュレッダーであり、ユートロム・シュレッダーには「ハート・オブ・天狗」という物質で従っていた。しかし、シュレッダーの後にリーダーとなったカライは彼らの力をあまり重宝しなかったため、バクスター・ストックマンにわざと「ハート・オブ・天狗」を破壊させ、解放された。そして、天狗シュレッダーの復活をもくろみ暗躍する。
サイバー・シュレッダー（Cyber Shredder）
シーズン7で登場した第三のシュレッダー。その正体はバイロの手でサイバースペースから誕生した存在であり、現実世界へのより凶悪な干渉を企み、実体を得ようとありとあらゆる策略を張り巡らす。
バイロ（Viral）
シーズン6に登場したコンピュータシステムで、コンピュータウイルスのような特性を持つ。

### 声の出演
| キャラクター             | 原語版                                                    | 日本語版     |
| ------------------------ | --------------------------------------------------------- | ------------ |
| レオナルド               | マイケル・シンターニクラス                                | 柿原徹也     |
| ラファエロ               | フランク・フランクソン                                    | 宮下栄治     |
| ミケランジェロ           | ウェイン・グレイソン マイケル・シンターニクラス（げっぷ） | 勝杏里       |
| ドナテロ                 | サム・リーガル                                            | うえだゆうじ |
| スプリンター             | ダレン・ダンスタン                                        | 樫井笙人     |
| ケイシー・ジョーンズ     | マーク・トンプソン                                        | 川島得愛     |
| エイプリル               | ヴェロニカ・テイラー                                      | 加藤優子     |
| シュレッダー             | スコッティ・レイ                                          | 宇垣秀成     |
| バクスター               | スコット・ウィリアムズ                                    | 山脇〆紀     |
| ハン                     | グレッグ・キャリー                                        | 小伏伸之     |
| ラットキング             | デービッド・ゼン・マンズリー                              |              |
| ドラゴン・フェイス       | セドリック・リーク                                        | 四宮豪       |
| リチャーズ博士           | ヴェロニカ・テイラー                                      | 幸田夏穂     |
| ハリー・パーカー         | エリック・スチュワート                                    | 梅津秀行     |
| ナノ                     | ヴェロニカ・テイラー                                      | 下屋則子     |
| エンジェル               | タラ・ジェイニー                                          | あかいとまと |
| エンジェルの祖母         |                                                           | 杉山育美     |
| フィル                   | エリック・スチュワート                                    | 四宮豪       |
| アーニー                 | マーク・トンプソン                                        | 近藤孝行     |
| ゴミクズマン             | マイク・ポロック                                          | 西本理一     |
| シルバー・シェンチュリー | テレンス・アーチー                                        | 三宅健太     |
| マリグナス               | デヴィッド・ブリマー                                      | 西村朋紘     |
| クレイジー・マニー       |                                                           | けいたろう   |
| キュアリー/シドニー      |                                                           | 恒松あゆみ   |
| エンティティ             |                                                           | 田中完       |
| カービー                 | マイク・ポロック                                          | 星野充昭     |
| ハモト・ヨシ             | エリック・スチュワート                                    | 仁科洋平     |
| フィン博士               | キャシー・パイロン                                        | 勝生真沙子   |
| パーカー                 | マイケル・シンターニクラス                                | 小島遊園地   |
| タイラー                 |                                                           | 久嶋志帆     |
| 大ボス                   | デヴィッド・ブリマー                                      | 梁田清之     |
| ウィールズ               | マイケル・シンターニクラス                                | 四宮豪       |
| モーツ                   |                                                           | 四宮豪       |
| フュージトイド           | オリバー・ワイマン                                        | 万条一致     |
| ハニーカット教授         | オリバー・ワイマン                                        | 川上貴史     |
| ブランク将軍             | オリバー・ワイマン                                        | 小楚哉朗     |
| モザー司令官             | ダン・グレン                                              | 宝亀克寿     |
| ザンラモン最高司令官     |                                                           | 麦人         |
| トラクシマス             |                                                           | 藤原啓治     |
| ラズ                     |                                                           | 鷹嘴翼       |
| ゼッド                   |                                                           | 河本邦弘     |
| パズ                     |                                                           | 小林和矢     |
| グルーエル               |                                                           | 金光宣明     |
| 究極のニンジャ           | テッド・ルイス                                            | 中村大樹     |
| 行司                     |                                                           | 四宮豪       |
| 大明神                   |                                                           | 山川敬也     |
| レザーヘッド             |                                                           | 郷里大輔     |
| カライ                   | カレン・ニール                                            | 魏涼子       |
| アルブスト               |                                                           | チョー       |
| レニー                   |                                                           | 中山大吾     |
| ロニー                   |                                                           | ちゃむらい   |
| テキサス・スリム         |                                                           | 伊崎寿克     |
| ゾグ                     | デービッド・ゼン・マンズリー                              | 仲木隆司     |
| オーギー・オニール       |                                                           | 坂口候一     |
| ステンレス・スティーヴ   |                                                           | 立木文彦     |
| ドーム博士               |                                                           | 茶風林       |
| ジッピー・ボーイ         |                                                           | 四宮豪       |
| ジョーイ・ラスティク     |                                                           | けいたろう   |
| アナンダ                 |                                                           | 桜月ヒトミ   |
| Dジン                    |                                                           | 家弓家正     |
| ドレイコ                 | マーク・トンプソン                                        | 石塚運昇     |
| 宮本兎                   | ジェイソン・グリフィス                                    | 下和田裕貴   |
| 村上源之助               |                                                           | 谷口号!      |
| クラー                   |                                                           | 加藤優一     |
| クランク                 |                                                           | 不明         |
| レネト                   |                                                           | 不明         |
| サイマルテニオス         |                                                           | 不明         |
| ノーバディー             |                                                           | 不明         |
| Ancient One              |                                                           | 不明         |
| コン師匠                 |                                                           | 不明         |
| ジュト師匠               |                                                           | 不明         |
| チカラ師匠               |                                                           | 不明         |
| ヒソミ師匠               |                                                           | 不明         |
| アダム                   |                                                           | 不明         |
| ファラージ               |                                                           | 不明         |
| ジョイ                   |                                                           | 不明         |
| トラ                     |                                                           | 不明         |
| コーディー・ジョーンズ   |                                                           | 不明         |
| サーリン                 |                                                           | 不明         |
| エージェント・ビショップ |                                                           | 不明         |
| 天狗シュレッダー         |                                                           | 不明         |
| バイロ                   |                                                           | 不明         |
| サイバー・シュレッダー   |                                                           | 不明         |

## スタッフ
- 原作 - ケヴィン・イーストマン[10]、ピーター・レアード
- 音響監督 - スーザン・ブルー
- 製作 - 4キッズエンタテインメント、ミラージュ・スタジオ、同友アニメーション

### 日本語版
- 企画 - 朝賀定夫（テレビ東京）、安斎進（小学館プロダクション）
- 企画協力 - 東山敦、岡田達也（初代・３代目）→石川剛（２代目）、小山健、堀口ダニエル、金森大輔、安田厚（初代）→箕浦綾子（３代目）
- 音響プロデューサー - 南沢道義、西名武
- 音響演出 - 千葉繁
- 声音（初代・３代目）→整音（２代目） - 山田陽
- 録音 - 二宮沙矢花
- 音響制作担当 - 小野勝弘
- 翻訳 - 井村千瑞
- キャスティングマネージャー - 津金裕子
- 録音スタジオ - アオイスタジオ
- 音響制作 - HALF H・P STUDIO
- 編集 - ビームテレビセンター（初代～２代目）→清原正貴（ビームテレビセンター）（３代目）
- アシスタントプロデューサー - 林武彦（２代目）
- 音楽協力 - テレビ東京ミュージック、ＩＺＭ、小学館ミュージック＆デジタルエンタテイメント
- プロデューサー - 岩田伸一（テレビ東京）、住友憲二（小学館プロダクション）
- 番組宣伝（初代～２代目）→番組担当（３代目～４代目） - 内海賢朗（初代～２代目）→青木洋介（３代目～４代目）（テレビ東京）
- 製作 - テレビ東京、小学館プロダクション

#### オープニング・エンディングアニメーション
- オープニング - 木村章一郞（初代～２代目）、広瀬あきこ（初代）→堀尾知成（２代目～４代目）、岡本周一（４代目）
- エンディング - 木村章一郞（初代～２代目）、堀尾知成（初代～４代目）、岡本周一（４代目）

## 主題歌

### オープニングテーマ
「情熱の風」
作詞 - 上中丈弥 / 作曲 - THEイナズマ戦隊 / 編曲 - 白井良明＆THEイナズマ戦隊 / 歌・演奏 - THEイナズマ戦隊 / レーベル - 日本クラウン
初代オープニングテーマ。
「PERMANENT VACATION」
作詞 - 関谷謙太郎 / 作曲 - 大隅知宇 / 編曲 - 大隅知宇＋板倉真一＋UNDER THE COUNTER / 歌・演奏 - UNDER THE COUNTER / レーベル - 日本クラウン
2代目オープニングテーマ。
「Everybody」
作詞 - Metis, SPEECH, WISE, JAMIL / 作曲 - Koma2 Kaz, Jeff Miyahara / 歌・演奏 - タートルズ4 feat. Metis, SPEECH, WISE, JAMIL / レーベル - 日本クラウン
3代目オープニングテーマ。

### エンディングテーマ
「サマーファイター」
作詞・作曲・編曲 - 目崎清虎 / 歌・演奏 - 鴨川 / レーベル - 日本クラウン、モカスタイル
初代エンディングテーマ。
「夏の終わりがまだここにある」
作詞・作曲 - 岡田悟志 / 編曲 - THE LOCAL ART＋岡田悟志＋松岡モトキ / 歌・演奏 - THE LOCAL ART / レーベル - 日本クラウン
2代目エンディングテーマ。
「Fighting Spirit」
作詞 - 園田凌士 / 作曲 - 松井望、園田凌士 / 編曲 - 松井望 / 歌・演奏 - ミライ・ドライヴ / レーベル - 日本クラウン
3代目エンディングテーマ。
「恋してキメル！」
作詞・作曲・編曲 - ROLLY / 歌・演奏 - Kimeru / レーベル - 日本クラウン
4代目エンディングテーマ。

## サブタイトル
| 話数      | 原語版サブタイトル                                               | 日本語版サブタイトル                  | 脚本                                        |
| --------- | ---------------------------------------------------------------- | ------------------------------------- | ------------------------------------------- |
| 1（S1）   | "Things Change"                                                  | 衝撃!カメニンジャ登場                 | マイケル・ライアン                          |
| 2         | "A Better Mousetrap"                                             | ストックマン博士の陰謀                | マーティ・アイゼンバーグ                    |
| 3         | "Attack of the Mousers"                                          | マウサーロボをぶっ壊せ                | エリック・ルーク                            |
| 4         | "Meet Casey Jones"                                               | 敵か味方か?ケイシー・ジョーンズ       | マイケル・ライアン                          |
| 5         | "Nano"                                                           | 不死身!?ナノモンスター襲来            | エリック・ルーク                            |
| 6         | "Darkness on the Edge of Town"                                   | テングソードを取り戻せ                | マーティ・アイゼンバーグ                    |
| 7         | "The Way of Invisibility"                                        | 見えない敵                            | マーティ・アイゼンバーグ                    |
| 8         | "Fallen Angel"                                                   | ケイシー・ジョーンズを救え            | マーティ・アイゼンバーグ                    |
| 9         | "Garbageman"                                                     | ゴミ野郎をぶっとばせ                  | エリック・ルーク                            |
| 10        | "The Shredder Strikes, Part 1"                                   | 襲撃!極悪シュレッダー パート1         | マイケル・ライアン                          |
| 11        | "The Shredder Strikes, Part 2"                                   | 襲撃!極悪シュレッダー パート2         | マイケル・ライアン                          |
| 12        | "The Unconvincing Turtle Titan"                                  | ミケランジェロはスーパーヒーロー!?    | マーティ・アイゼンバーグ                    |
| 13        | "Notes from the Underground, Part 1"                             | クリスタルの謎を追え パート1          | エリック・ルーク                            |
| 14        | "Notes from the Underground, Part 2"                             | クリスタルの謎を追え パート2          | グレッグ・ジョンソン                        |
| 15        | "Notes from the Underground, Part 3"                             | クリスタルの謎を追え パート3          | グレッグ・ジョンソン                        |
| 16        | "The King"                                                       | ドナテロと不思議な絵描き              | マイケル・ライアン                          |
| 17        | "The Shredder Strikes Back, Part 1"                              | シュレッダーの逆襲 パート1            | エリック・ルーク                            |
| 18        | "The Shredder Strikes Back, Part 2"                              | シュレッダーの逆襲 パート2            | エリック・ルーク                            |
| 19        | "Tales of Leo"                                                   | 生き返れ!レオナルド                   | マーティ・アイゼンバーグ                    |
| 20        | "The Monster Hunter"                                             | タートルズはモンスター!?              | マイケル・ライアン                          |
| 21        | "Return to New York, Part 1"                                     | 激突!宿敵シュレッダー パート1         | マーティ・アイゼンバーグ マイケル・ライアン |
| 22        | "Return to New York, Part 2"                                     | 激突!宿敵シュレッダー パート2         | マーティ・アイゼンバーグ マイケル・ライアン |
| 23        | "Return to New York, Part 3"                                     | 激突!宿敵シュレッダー パート3         | マイケル・ライアン                          |
| 24        | "Lone Raph and Cub"                                              | ラファエロの冒険                      | エリック・ルーク                            |
| 25        | "The Search for Splinter, Part 1"                                | スプリンター先生を探せ パート1        | グレッグ・ジョンソン                        |
| 26        | "The Search for Splinter, Part 2"                                | スプリンター先生を探せ パート2        | グレッグ・ジョンソン                        |
| 27（S2）  | "Turtles in Space, Part 1: The Fugitoid"                         | 謎の惑星ドゥーニブ                    | マイク・ライアン                            |
| 28        | "Turtles in Space, Part 2: The Trouble with Triceratons"         | 連合軍VSトリケラトン族                | エリック・ルーク                            |
| 29        | "Turtles in Space, Part 3: The Big House"                        | トリケラトン共和国の実態              | マーティ・アイゼンバーグ                    |
| 30        | "Turtles in Space, Part 4: The Arena"                            | 剣闘士タートルズ!?                    | マイク・ライアン                            |
| 31        | "Turtles in Space, Part 5: Triceraton Wars"                      | フュージトイド争奪戦!!                | マーティ・アイゼンバーグ                    |
| 32        | "Secret Origins, Part 1"                                         | ユートロムの秘密 パート1              | エリック・ルーク                            |
| 33        | "Secret Origins, Part 2"                                         | ユートロムの秘密 パート2              | マイク・ライアン                            |
| 34        | "Secret Origins, Part 3"                                         | ユートロムの秘密 パート3              | マーティ・アイゼンバーグ                    |
| 35        | "Reflections"                                                    | 過去への旅                            | ローランド・ゴンザレス                      |
| 36        | "The Ultimate Ninja"                                             | ザ・アルティメット忍者                | マイク・ライアン                            |
| 37        | "Modern Love: The Return of Nano"                                | ナノモンスター再び!!                  | エリック・ルーク                            |
| 38        | "What a Croc!"                                                   | もう一人のミュータント                | ベン・タウンゼント                          |
| 39        | "Return to the Underground"                                      | 戻ってきた地下の街                    | マーティ・アイゼンバーグ                    |
| 40        | "City at War, Part 1"                                            | シティー戦争 パート1                  | エリック・ルーク                            |
| 41        | "City at War, Part 2"                                            | シティー戦争 パート2                  | マーティ・アイゼンバーグ                    |
| 42        | "City at War, Part 3"                                            | シティー戦争 パート3                  | ベン・タウンゼント                          |
| 43        | "Junklantis"                                                     | ジャンクランティスをぶっ潰せ!         | エリック・ルーク                            |
| 44        | "The Golden Puck"                                                | 失われたゴールデンパック              | マイク・ライアン                            |
| 45        | "Rogue in the House, Part 1"                                     | もう一人のスプリンター!?              | エリック・ルーク                            |
| 46        | "Rogue in the House, Part 2"                                     | シュレッダーVSトリケラトン!           | ベン・タウンゼント                          |
| 47        | "April's Artifact"                                               | パズルキューブの謎!                   | マーティ・アイゼンバーグ                    |
| 48        | "Return of the Justice Force"                                    | 伝説のヒーロー!ジャスティス・フォース | マーティ・アイゼンバーグ                    |
| 49        | "The Big Brawl, Part 1"                                          | バトルネクサストーナメント パート1    | マイク・ライアン                            |
| 50        | "The Big Brawl, Part 2"                                          | バトルネクサストーナメント パート2    | ベン・タウンゼント                          |
| 51        | "The Big Brawl, Part 3"                                          | バトルネクサストーナメント パート3    | マーティ・アイゼンバーグ                    |
| 52        | "The Big Brawl, Part 4"                                          | バトルネクサストーナメント パート4    | マイク・ライアン                            |
| 53（S3）  | "Space Invaders, Part 1"                                         | ？？？パート1                         | ディーン・ステファノ                        |
| 54        | "Space Invaders, Part 2"                                         | ？？？パート2                         | エリック・ルーク                            |
| 55        | "Space Invaders, Part 3"                                         | ？？？パート3                         | マーティ・アイゼンバーグ                    |
| 56        | "Worlds Collide, Part 1"                                         | ？？？パート1                         | ベン・タウンゼント                          |
| 57        | "Worlds Collide, Part 2"                                         | ？？？パート2                         | マーティ・アイゼンバーグ                    |
| 58        | "Worlds Collide, Part 3"                                         | ？？？パート3                         | エリック・ルーク                            |
| 59        | "Touch and Go"                                                   | ？？？                                | マイケル・ライアン                          |
| 60        | "Hunted"                                                         | ？？？                                | ベン・タウンゼント                          |
| 61        | "H.A.T.E."                                                       | ？？？                                | マーティ・アイゼンバーグ                    |
| 62        | "Nobody's Fool"                                                  | ？？？                                | グレッグ・ジョンソン                        |
| 63        | "New Blood"                                                      | ？？？                                | マーティ・アイゼンバーグ                    |
| 64        | "The Lesson"                                                     | ？？？                                | マイケル・ライアン                          |
| 65        | "The Christmas Aliens"                                           | ？？？                                | マイケル・ライアン                          |
| 66        | "The Darkness Within"                                            | ？？？                                | ベン・タウンゼント                          |
| 67        | "Mission of Gravity"                                             | ？？？                                | マーティ・アイゼンバーグ                    |
| 68        | "The Entity Below"                                               | ？？？                                | グレッグ・ジョンソン                        |
| 69        | "Time Travails"                                                  | ？？？                                | ボブ・フォワード                            |
| 70        | "Hun on the Run"                                                 | ？？？                                | マイケル・ライアン                          |
| 71        | "Reality Check"                                                  | ？？？                                | クリストファー・ヨスト                      |
| 72        | "Across the Universe"                                            | ？？？                                | グレッグ・ジョンソン                        |
| 73        | "Same As It Never Was"                                           | ？？？                                | マイケル・ライアン                          |
| 74        | "The Real World, Part 1"                                         | ？？？パート1                         | クリストファー・ヨスト                      |
| 75        | "The Real World, Part 2"                                         | ？？？パート2                         | マイケル・ライアン                          |
| 76        | "Bishop's Gambit"                                                | ？？？                                | グレッグ・ジョンソン                        |
| 77        | "Exodus, Part 1"                                                 | ？？？パート1                         | クリストファー・ヨスト                      |
| 78        | "Exodus, Part 2"                                                 | ？？？パート2                         | グレッグ・ジョンソン                        |
| 79（S4）  | "Cousin Sid"                                                     | ？？？                                | クリストファー・ヨスト                      |
| 80        | "The People's Choice"                                            | ？？？                                | バズ・ホーキンス                            |
| 81        | "Sons of the Silent Age"                                         | ？？？                                | スティーブ・マーフィー                      |
| 82        | "Dragon's Brew"                                                  | ？？？                                | マイケル・ライアン                          |
| 83        | "I, Monster"                                                     | ？？？                                | ブランドン・ソーヤー                        |
| 84        | "Grudge Match"                                                   | ？？？                                | クリストファー・ヨスト                      |
| 85        | "A Wing and a Prayer"                                            | ？？？                                | バズ・ホーキンス                            |
| 86        | "Bad Day"                                                        | ？？？                                | ブランドン・ソーヤー                        |
| 87        | "Aliens Among Us"                                                | ？？？                                | クリストファー・ヨスト                      |
| 88        | "Dragons Rising"                                                 | ？？？                                | マイケル・ライアン                          |
| 89        | "Still Nobody"                                                   | ？？？                                | バズ・ホーキンス                            |
| 90        | "All Hallows Thieves"                                            | ？？？                                | ギャビン・ヒグナイト                        |
| 91        | "Samurai Tourist"                                                | ？？？                                | クリストファー・ヨスト                      |
| 92        | "The Ancient One"                                                | ？？？                                | スティーブ・マーフィー                      |
| 93        | "Scion of the Shredder"                                          | ？？？                                | ユージン・ソン                              |
| 94        | "Prodigal Son"                                                   | ？？？                                | ギャビン・ヒグナイト                        |
| 95        | "Outbreak"                                                       | ？？？                                | クリストファー・ヨスト                      |
| 96        | "Trouble with Augie"                                             | ？？？                                | ユージン・ソン                              |
| 97        | "Insane in the Membrane"                                         | ？？？                                | マシュー・ドルデック                        |
| 98        | "Return of Savanti, Part 1"                                      | ？？？パート1                         | クリストファー・ヨスト                      |
| 99        | "Return of Savanti, Part 2"                                      | ？？？パート2                         | クリストファー・ヨスト                      |
| 100       | "Tale of Master Yoshi"                                           | ？？？                                | クリストファー・ヨスト                      |
| 101       | "Adventures in Turtle Sitting"                                   | ？？？                                | ローランド・ゴンザレス                      |
| 102       | "Good Genes, Part 1"                                             | ？？？パート1                         | クリストファー・ヨスト                      |
| 103       | "Good Genes, Part 2"                                             | ？？？パート2                         | クリストファー・ヨスト                      |
| 104       | "Ninja Tribunal"                                                 | ？？？                                | マイケル・ライアン                          |
| 105（S5） | "Lap of the Gods"                                                | ？？？                                | クリストファー・ヨスト                      |
| 106       | "Demons and Dragons"                                             | ？？？                                | ジョーゼフ・ケリー                          |
| 107       | "Legend of the Five Dragons"                                     | ？？？                                | ダニー・フィンガロート                      |
| 108       | "More Worlds Than One"                                           | ？？？                                | クリストファー・ヨスト                      |
| 109       | "Beginning of the End"                                           | ？？？                                | ジョーゼフ・ケリー                          |
| 110       | "Membership Drive"                                               | ？？？                                | クリストファー・ヨスト                      |
| 111       | "New World Order, Part 1"                                        | ？？？パート1                         | ダニー・フィンガロート                      |
| 112       | "New World Order, Part 2"                                        | ？？？パート2                         | マシュー・ドルデック                        |
| 113       | "Fathers & Sons"                                                 | ？？？                                | ローランド・ゴンザレス                      |
| 114       | "Past and Present"                                               | ？？？                                | ジョーゼフ・ケリー                          |
| 115       | "Enter the Dragons, Part 1"                                      | ？？？パート1                         | クリストファー・ヨスト                      |
| 116       | "Enter the Dragons, Part 2"                                      | ？？？パート2                         | クリストファー・ヨスト                      |
| 117（S6） | "Future Shellshock"                                              | ？？？                                | マーティ・アイゼンバーグ                    |
| 118       | "Obsolete"                                                       | ？？？                                | アダム・ビーチェン                          |
| 119       | "Home Invasion"                                                  | ？？？                                | リッチ・フォーゲル                          |
| 120       | "Headlock Prime"                                                 | ？？？                                | スティーブン・メルチング                    |
| 121       | "Playtime's Over"                                                | ？？？                                | ジュリア・レワルド                          |
| 122       | "Bishop to Knight"                                               | ？？？                                | スティーブ・マーフィー                      |
| 123       | "Night of Sh'Okanabo"                                            | ？？？                                | マイケル・ライアン                          |
| 124       | "Clash of the Turtle Titans"                                     | ？？？                                | マーティ・アイゼンバーグ                    |
| 125       | "Fly Me to the Moon"                                             | ？？？                                | リッチ・フォーゲル                          |
| 126       | "Invasion of the Body Snatcher!"                                 | ？？？                                | ロジャー・スライファー                      |
| 127       | "The Freaks Come Out at Night"                                   | ？？？                                | マーティ・アイゼンバーグ                    |
| 128       | "Bad Blood"                                                      | ？？？                                | ローランド・ゴンザレス                      |
| 129       | "The Journal"                                                    | ？？？                                | スティーブ・マーフィー                      |
| 130       | "The Gaminator"                                                  | ？？？                                | ウェンデル・モリス                          |
| 131       | "Graduation Day: Class of 2105"                                  | ？？？                                | ジュリア・レワルド                          |
| 132       | "Timing Is Everything"                                           | ？？？                                | ジョーゼフ・ケリー                          |
| 133       | "Enter the Jammerhead"                                           | ？？？                                | ジュリア・レワルド                          |
| 134       | "Milk Run"                                                       | ？？？                                | スティーブ・メルチング                      |
| 135       | "The Fall of Darius Dunn"                                        | ？？？                                | リッチ・フォーゲル                          |
| 136       | "Turtle X-Tinction"                                              | ？？？                                | マーティ・アイゼンバーグ                    |
| 137       | "Race For Glory"                                                 | ？？？                                | ラリー・ハマ                                |
| 138       | "Head of State"                                                  | ？？？                                | ジョン・ドミニク・ドルデック                |
| 139       | "DNA is Thicker than Water"                                      | ？？？                                | ローランド・ゴンザレス                      |
| 140       | "The Cosmic Completist"                                          | ？？？                                | ジェームズ・フェルダー                      |
| 141       | "The Day of Awakening"                                           | ？？？                                | スティーブ・マーフィー                      |
| 142       | "Zixxth Sense"                                                   | ？？？                                | リッチ・フォーゲル                          |
| 143（S7） | "Tempus Fugit"                                                   | ？？？                                | エリック・バサート                          |
| 144       | "Karate Schooled"                                                | ？？？                                | マイク・ライアン                            |
| 145       | "Something Wicked"                                               | ？？？                                | マイク・ライアン                            |
| 146       | "The Engagement Ring"                                            | ？？？                                | ロバート・デイヴィッド                      |
| 147       | "Hacking Stockman"                                               | ？？？                                | ジョー・ケリー                              |
| 148       | "Incredible Shrinking Serling"                                   | ？？？                                | ロバート・デイヴィッド                      |
| 149       | "Identity Crisis"                                                | ？？？                                | マイク・ライアン                            |
| 150       | "Web Wranglers"                                                  | ？？？                                | ロバート・デイヴィッド                      |
| 151       | "SuperQuest"                                                     | ？？？                                | ロバート・デイヴィッド                      |
| 152       | "Virtual Reality Check"                                          | ？？？                                | マイク・ライアン                            |
| 153       | "City Under Siege"                                               | ？？？                                | スティーブ・メルチング                      |
| 154       | "Super Power Struggle"                                           | ？？？                                | マイク・ライアン                            |
| 155       | "Wedding Bells and Bytes"                                        | ？？？                                | マシュー・ドルデック、マイク・ライアン      |
| SP-1      | "Mayhem from Mutant Island"                                      | ？？？                                | ?                                           |
| SHORT-1   | "Mayhem from Mutant Island Part 1: What Lurks Beneath"           |                                       | ?                                           |
| SHORT-2   | "Mayhem from Mutant Island Part 2: Terror Unleashed"             |                                       | ?                                           |
| SHORT-3   | "Mayhem from Mutant Island Part 3: Trouble Runs Rampant"         |                                       | ?                                           |
| SHORT-4   | "Mayhem from Mutant Island Part 4: Showdown in the Subterrane"   |                                       | ?                                           |
| SHORT-5   | "Mayhem from Mutant Island Part 5: Attack of the Purple Dragons" |                                       | ?                                           |
| SHORT-6   | "Mayhem from Mutant Island Part 6: Face-Off with the Foot"       |                                       | ?                                           |
| SHORT-7   | "Mayhem from Mutant Island Part 7: Rivals Take Arms"             |                                       | ?                                           |
| SHORT-8   | "Mayhem from Mutant Island Part 8: Dread Returns"                |                                       | ?                                           |
| SHORT-9   | "Mayhem from Mutant Island Part 9: In Pursuit of Danger"         |                                       | ?                                           |
| SHORT-10  | "Mayhem from Mutant Island Part 10: The Scourge Revealed"        |                                       | ?                                           |
| SHORT-11  | "Mayhem from Mutant Island Part 11: Rendezvous with Evil"        |                                       | ?                                           |
| SHORT-12  | "Mayhem from Mutant Island Part 12: Stockman Strikes"            |                                       | ?                                           |
| SHORT-13  | "Mayhem from Mutant Island Part 13: Fate of the Deranged Dinos"  |                                       | ?                                           |

## 評価
本作は好意的に受け入れられており、インターネット・ムービー・データベース（IMDb）では10点満点中7.7点、TV.com では10点満点中8.8点である。主な評価点としては、ストーリーの展開やアニメーション、そしてすべての世代に対するアピールなどがある。
本作はミラージュ版を思わせるような暗く気骨のある作風で人気を博した。
アメリカ合衆国での放送を担当した4キッズエンタテインメントは、日本のアニメの修正で賛否両論を巻き起こしていることで知られており、本作についてもレイティングがPGを超えないようにしていたため、"Fast Forward"と"Back to the Sewer"で明るい作風にしたことについては批判が巻き起こった。
本作に登場したキャラクターのうち、幾人かはミラージュ版にも逆輸入されている。例えば、シュレッダーの側近であるハンは、ミラージュ版Tales of the Teenage Mutant Ninja Turtles Vol.2 #56に登場したほか、IDW版や2012年版シリーズにも登場しており、エージェント・ビショップも同様である。さらに、エンジェルやCh'rell、Fast Forwardに登場したダライアスおよびストリート・ファントムはIDW版に登場しており、トリケラトン共和国の司令官である Mozar は2012年版シリーズ第4シーズンの主要な敵役として登場した。

## DVD
- 発売元：東宝東和/小学館、 販売元：ポニーキャニオン。

## メディアミックス

### テレビ映画『Turtles Forever』
本作のキャラクターが1987年版とのキャラクター演するスピンオフテレビ映画。キャラクターデザイン・世界観はそれぞれの作品のものを準拠としている。メインとなるのは先述の2作品だが、ワンシーンのみさまざまな世界のタートルズ（作品）が映り、日本のOVAのタートルズもその中に混じっている。また、終盤では原作の世界のタートルズも登場する。
ストーリーは、本作のユートロム・シュレッダーがクランゲたちによって復活してしまい、テクノドロームを乗っ取りタートルズ抹殺に乗り出すというものである。

### アニメ映画『TMNT』
2007年3月25日に公開された3DCGアニメーション映画。日本では劇場公開されず、2008年2月8日にDVD、Blu-ray Disc、HD DVDが発売された。
この作品は、本作でシュレッダーが倒された後の話となっている。日本語吹き替えはテレビ東京版での声優陣が担当しているが、独自演出によるアドリブやギャグが抑えられている。
2007年3月13日、ユービーアイソフトからこのアニメ映画を基にしたコンピュータゲーム『TMNT: Teenage Mutant Ninja Turtles』が発売された。

#### スタッフ
- 監督 - ケヴィン・マンロー（英語版）

#### キャスト
レオナルド
声 - ジェームズ・アーノルド・テイラー / 吹き替え - 柿原徹也
ラファエロ
声 - ノーラン・ノース / 吹き替え - 宮下栄治
ドナテロ
声 - ミッチェル・ホイットフィールド / 吹き替え - うえだゆうじ
ミケランジェロ
声 - マイキー・ケリー / 吹き替え - 勝杏里
スプリンター
声 - マコ岩松 / 吹き替え - 樫井笙人
ケイシー・ジョーンズ
声 - クリス・エヴァンス / 吹き替え - 川島得愛
エイプリル・オニール
声 - サラ・ミシェル・ゲラー / 吹き替え - 加藤優子
カライ
声 - チャン・ツィイー / 吹き替え - 魏涼子
マックス・ウィンターズ
声 - パトリック・スチュワート / 吹き替え - 牛山茂
ダイナーのコック
声 - ケヴィン・スミス / 吹き替え - 魚建
ナレーター
声 - ローレンス・フィッシュバーン / 吹き替え - 玄田哲章